# Revoltele antisârbe din Sarajevo
Revoltele antisârbe din Sarajevo au avut loc între 28 și 29 iunie 1914, în urma asasinării arhiducelui Franz Ferdinand al Austriei. Încurajate de guvernul austro-ungar, demonstrațiile violente au avut caracteristicile unui pogrom, ceea ce a dus la diviziuni etnice fără precedent în istoria orașului. Doi sârbi au fost uciși în prima zi de demonstrații și mai mulți au fost răniți, în timp ce numeroase case, magazine și instituții deținute de sârbi au fost distruse sau jefuite.

## Context
Asasinarea Arhiducelui Franz Ferdinand al Austriei de către studentul sârbo-bosniac Gavrilo Princip a creat tensiune în Austro-Ungaria care a dus la utilizarea violenței asupra sârbilor. În noaptea asasinatului au avut loc mai multe demonstrații și revolte antisârbești și în alte părți al Imperiului Austro-Ungar, în special pe teritoriul modern al Bosniei și Herțegovinei și al Croației. Deoarece colaboratorii lui Princip au fost în mare parte etnici sârbi, guvernul austro-ungar era convins că Regatul Serbiei s-a aflat în spatele asasinării. Pogromuri împotriva etnicilor Sârbi au fost organizate imediat după asasinat și au durat zile întregi. Au fost organizate și încurajate de către Oskar Potiorek, guvernatorul austro-ungar al Bosniei și Herțegovinei. Primele demonstrații antisârbe, conduse de adepți ai lui Josip Frank, s-au organizat în seara de 28 iunie, la Zagreb. În ziua următoare, demonstrațiile antisârbe în orașe au devenit mai violente și ar putea fi caracterizate ca niște pogromuri. Poliția și autoritățile locale din oraș nu au făcut nimic pentru a preveni violențele.

## Revoltele

### 28 iunie 1914

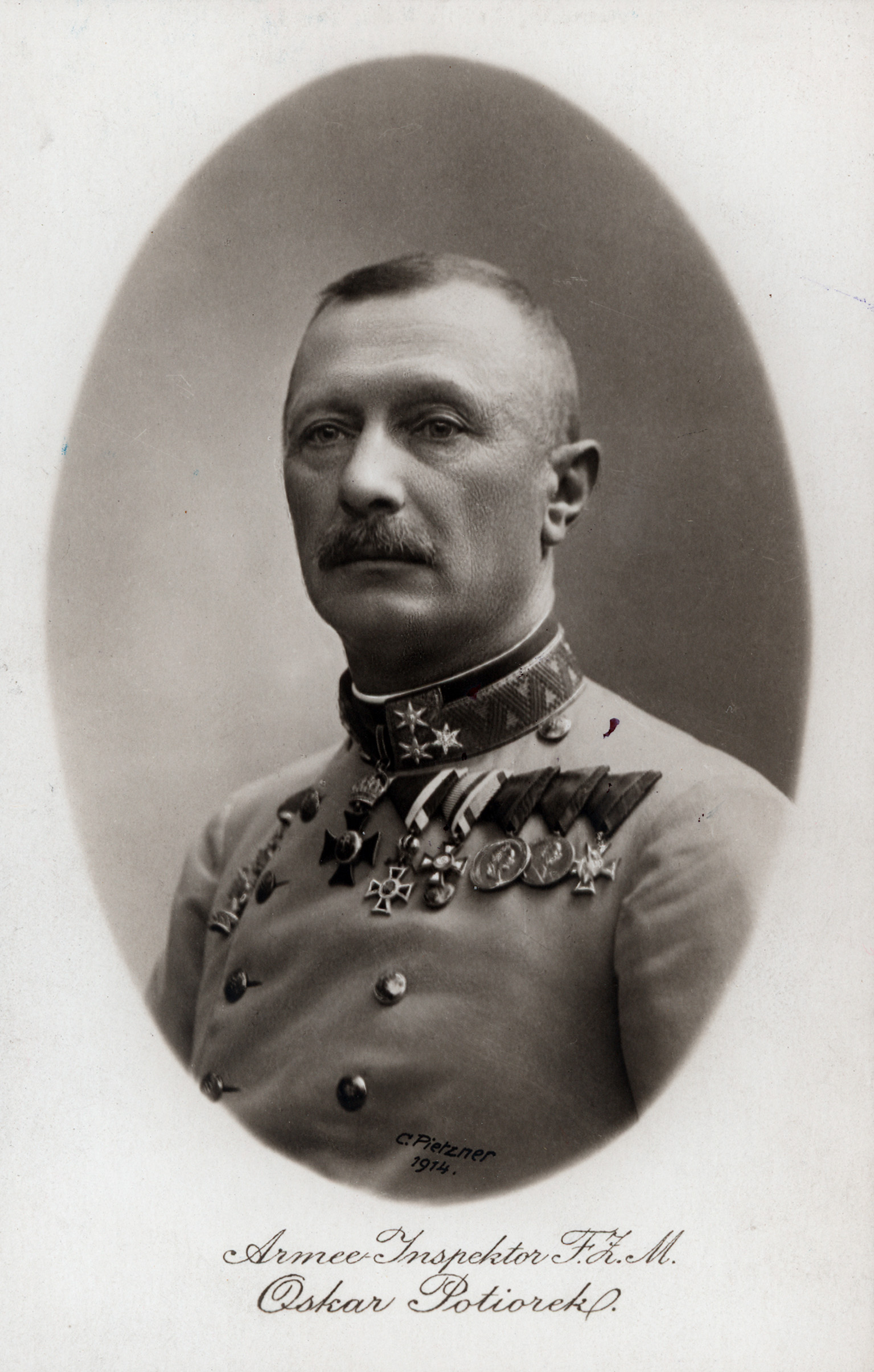
Oskar Potiorek, guvernatorul austro-ungar al Bosniei și Herțegovinei, a organizat revolte împotriva sârbilor.

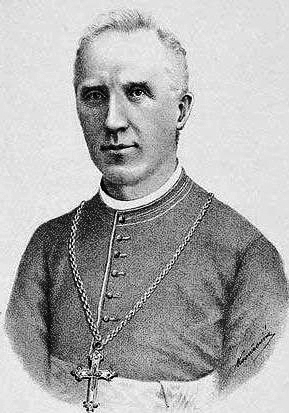
Josip Štadler a fost de acord pentru eradicarea „elementelor subversive” din țară.

Demonstrațiile antisârbe din Sarajevo au început la 28 iunie 1914, la puțin timp după cele de la Zagreb. Ivan Šarić, asistentul episcopului romano-catolic de Bosnia, Josip Štadler, a alcătuit imnuri în care i-a descris pe sârbi ca „vipere” și „lupi răpitori”. O mulțime de croați și musulmani bosniaci s-au adunat la palatul lui Štadler, Catedrala Inimii Sfânte. Apoi, pe la 10 seara, un grup de 200 de oameni a atacat și distrus Hotel Evropa, cel mai mare hotel din Sarajevo, deținut de către comerciantul sârb Gligorije Jeftanović. Mulțimile și-au îndreptat furia pe magazinele și locuințele sârbilor, precum și asupra lăcașurilor de cult ale Bisericii Ortodoxe Sârbă, școlilor, băncilor, asupra societății culturale Prosvjeta, și a sediului ziarului Spska riječ. Mulți membri din familii înstărite austro-ungare  au luat parte la violențe, printre care și mai mulți ofițeri militari. Doi sârbi au fost uciși în acea zi.